# Calamaria septentrionalis
Espèce
Statut de conservation UICN

 LC  : Préoccupation mineure
Calamaria septentrionalis  est une espèce de serpents de la famille des Colubridae.

## Répartition
Cette espèce se rencontre en République populaire de Chine et au Viêt Nam.

## Description
L'holotype de Calamaria septentrionalis mesure environ 45 cm.

## Publication originale
- Boulenger, 1890 : List of the reptiles, batrachians, and freshwater fishes collected by Professor Moesch and Mr. Iversein in the district of Deli, Sumatra. Proceedings of the Zoological Society of London, vol. 1890, p. 31-40 (texte intégral).